# Ministerie van Asiel en Migratie
Das Ministerie van Asiel en Migratie (kurz: A&M, deutsch: Ministerium für Asyl und Migration) ist ein niederländisches Ministerium, das für die Asyl- und Migrationspolitik zuständig ist.
Das Ministerium wurde am 2. Juli 2024 mit dem Amtsantritt des Kabinetts Schoof eingerichtet. Bei der Kabinettsbildung wurde vereinbart, eine strengere Linie in der Migrationspolitik einzuschlagen, und die Partei für die Freiheit (PVV) wollte zu diesem Zweck ein eigenes Ministerium einrichten.
Ursprünglich war Gidi Markuszower (PVV) als Minister vorgesehen, doch nach einer Überprüfung durch den Geheimdienst AIVD wurde er wegen Sicherheitsbedenken durch Geert Wilders als Kandidat zurückgezogen. Schließlich wurde Marjolein Faber (PVV) zur Ministerin ernannt. Am 3. Juli 2025 übernahm David van Weel das Ministeramt. 